# Shawal Anuar
Shawal Anuar (* 29. April 1991 in Singapur), mit vollständigem Namen Muhammad Shawal bin Anuar, ist ein singapurischer Fußballspieler.

## Karriere

### Verein
Shawal Anuar war in der Saison 2013 für den heimischen Zweitligisten Keppel Monaco FC aktiv. Anschließend stand er von 2014 bis 2019 bei Geylang International unter Vertrag. Der Verein spielte in der ersten singapurischen Liga, der S. League. Nach 91 Spielen und 30 Toren wechselte er 2020 zum Ligakonkurrenten Hougang United. Am 19. November 2022 stand er mit Hougang im Finale des Singapore Cup. Das Finale gegen die Tampines Rovers gewann man mit 3:2. Nach insgesamt 55 Erstligaspielen und sieben geschossenen Toren wechselte er zu Beginn der Saison 2023 zu den ebenfalls in der ersten Liga spielenden Lion City Sailors. Am Ende der Saison 2023 feierte er mit den Sailores die Vizemeisterschaft. Am 9. Dezember 2023 stand er mit den Sailors im Finale des Singapore Cup. Hier besiegte man Hougang United mit 3:1. Am 4. Mai 2024 gewann er mit den Sailors den Singapore Community Shield. Das Spiel gegen Albirex Niigata (Singapur) wurde mit 2:0 gewonnen. Am Ende der Saison 2024/25 feierte er mit den Sailors die Meisterschaft. Am 18. Mai 2025 bestritt er mit den Sailors das Finale der AFC Champions League Two. Hier musste man sich im heimischen Bishan Stadium dem Sharjah FC mit 1:2 geschlagen geben. Am 31. Mai 2025 stand er mit den Sailors im Endspiel des Singapore Cup. Das Finale gegen die Tampines Rovers gewann man mit durch ein Tor von Bart Ramselaar mit 1:0.

### Nationalmannschaft
Sein Debüt in der singapurischen A-Nationalmannschaft absolvierte der Stürmer am 11. Oktober 2016 bei einem Freundschaftsspiel in Hongkong (2:0). Mit der Auswahl nahm er an den Südostasienmeisterschaften 2021 sowie 2024 teil. Bisher bestritt Anuar insgesamt 40 Spiele, in denen er 17 Treffer erzielen konnte.

## Erfolge
Hougang United
- Singapurischer Pokalsieger: 2022

Lion City Sailors
- Singapurischer Meister: 2024/25
- Singapurischer Pokalsieger: 2023, 2025
- Singapore Community Shield-Sieger: 2024
- AFC Champions League Two: 2024/25 (Finalist)